# Basilianer

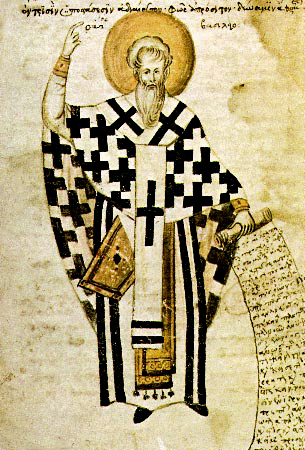
Basilius der Große in einer Handschrift des 15. Jh. aus Dionysiou

Der katholische Mönchsorden der Basilianer schließt sowohl unierte als auch lateinische Gemeinschaften ein. Historisch gehörten dazu auch die griechischsprachigen Mönche im lateinischen Westen. Diese wurden im normannischen Königreich Sizilien zunächst in die lokale Organisationsstruktur der römischen Kirche eingeordnet, als Orden wurden sie erst in der Neuzeit zusammengefasst.

## Zum Begriff der Basilianer
Eine in sich geschlossene „Basiliusregel“ im Sinne der Benediktinerregel oder späterer westlicher Ordensregeln existiert nicht, wohl aber eine Reihe von Schriften und Predigten über das Mönchsleben, die auf Basilius und andere griechische und ägyptische Mönchsväter zurückgehen.
Die orthodoxen Kirchen kennen keine Mönchsorden, es ist daher nicht korrekt, deren Mönche als „Basilianer“ zu bezeichnen, obwohl deren Lebensform der Ursprung der katholischen Basilianer ist. Im Abendland wurden die lose organisierten Mönche der ägyptisch-griechischen Tradition ab dem 6. Jahrhundert durch den schnell wachsenden ersten eigentlichen Orden, den der Benediktiner, verdrängt. Nur wenige Klöster griechischer Lebensform konnten im Abendland ihre Selbstständigkeit bewahren; diese wurden später als Basilianer-Orden organisiert, ihre Lebensform wurde als Basiliusregel bezeichnet. Somit wurden sie dem westlichen Ordenssystem angepasst.

## Geschichte

### Mittelalter

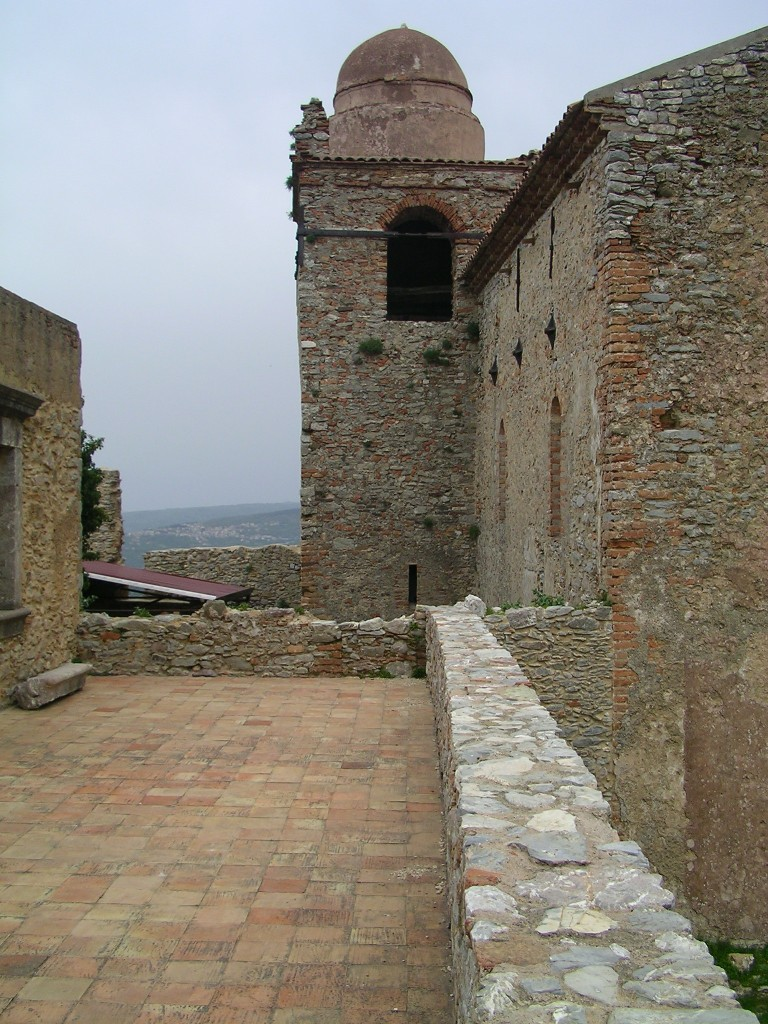
San Filippo di Fragalà (Demenna)

Im Süden Italiens, der in einzelnen Gebieten bis 1071 unter byzantinischer Herrschaft stand, gab es zahlreiche griechische Mönche, vielfach Anachoreten, daneben aber auch koinobitische Gemeinschaften, die untereinander keine systematischen Verbindungen hatten. Inwieweit Migration von Mönchen während des Ikonoklasmus dabei eine Rolle spielte, ist nicht quantifizierbar. Das Leben im Kloster regelte das Typikon, meist vom Stifter verfasst, in dem Gedanken des Hl. Basileios von Caesarea verarbeitet sein konnten. Man unterscheidet drei Gruppen von Typika: die altkalabrische, zu der das Patirion bei Rossano und Grottaferrata gehören, die kalabrisch-sizilische mit San Salvatore zu Messina und Carbone sowie die otrantinische Gruppe mit San Nicola di Casole. Noch ins 8. Jahrhundert datiert wird das Typikon des Johannes-Prodromos-Klosters auf der Insel Pantelleria, dessen handschriftliche Überlieferung setzt allerdings erst im 16. Jahrhundert ein.
Ein Hauptgebiet vor allem eremitisch lebender Mönche war Merkourion (griechisch Μερχουρίου), ein Gebiet auf dem Pollino in Kalabrien, wo auch Nilus von Rossano seine ersten monastischen Erfahrungen gemacht hatte, bevor er San Adriano bei San Demetrio Corone gründete. Im südlichen Kalabrien entstanden etliche griechische Klöster erst als Neugründungen in der Normannenzeit, bisweilen von griechischen Hoffunktionären entscheidend gefördert. Kleinere griechische Klöster sind im Nordosten Siziliens und im Val Demenna schon in den letzten Jahrzehnten der muslimischen Herrschaft dokumentarisch nachzuweisen. Zu den größeren Zentren gehörte San Filippo di Fragalà, das zwar 1133 ebenfalls der Aufsicht des Archimandriten von San Salvatore unterstellt wurde, aber einen eigenen Abt und eigene untergeordnete Niederlassungen behielt.
Weniger dicht war das Netz griechischer Klöster auf der Salentinischen Halbinsel, besonders zu nennen ist San Nicola di Casole in der Nähe von Otranto. Beispiele der Koexistenz zwischen griechischem und lateinischem Mönchtum sind sowohl der Aufenthalt des Nilus von Rossano in einem ihm von Montecassino überlassenen Kloster, als auch später die Unterstellung griechischer Klöster in Kalabrien unter große lateinische Abteien wie Cava oder Montecassino zum Zweck der wirtschaftlichen Absicherung, ohne dass damit ein Rituswechsel verbunden war. Dies wurde von den normannischen Herrschern ebenfalls gefördert.

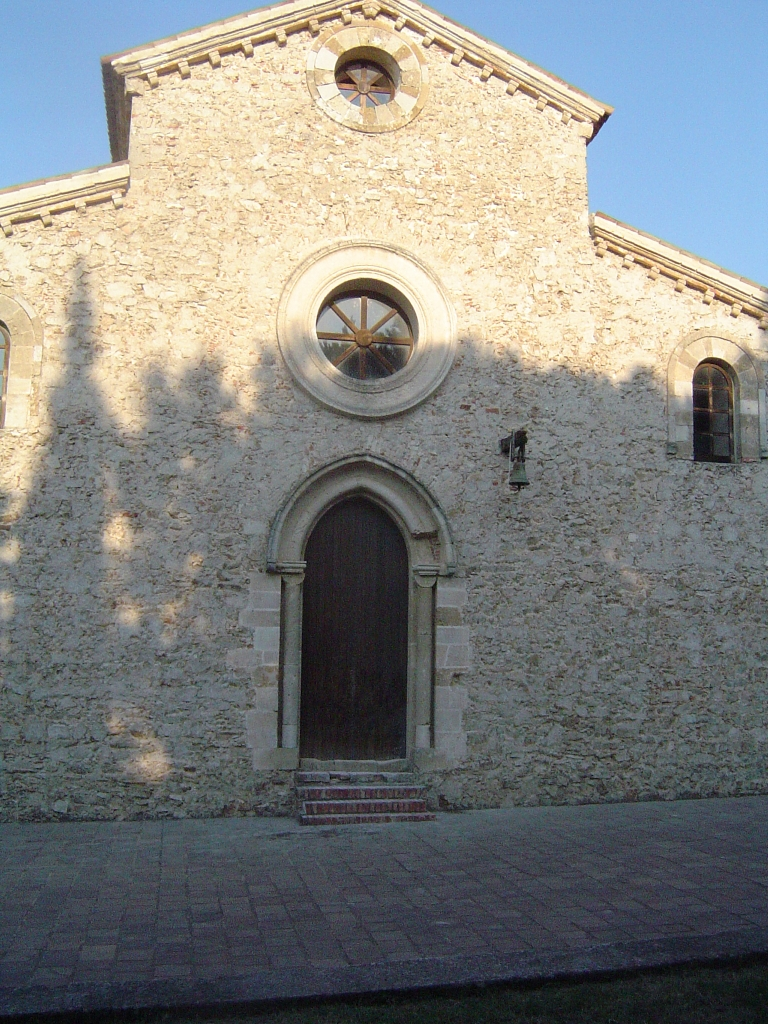
Das Patirion bei Rossano (Kalabrien)

Da viele der griechischen Klöster nach den Vorstellungen Rogers I. von Sizilien, der auch Graf von Kalabrien war, nicht in die bestehende Kirchenorganisation eingeordnet waren – in Sizilien war sie noch im Aufbau, in Kalabrien im Umbruch – entschloss sich Roger II., in den Jahren 1131 bis 1133 mit dem Archimandritat von San Salvatore in Messina eine jurisdiktionelle und pastorale Spitze zu schaffen, der die meisten griechischen Klöster auf Sizilien und im Süden Kalabriens unterstellt wurden. Da sich das System bewährte, übertrug die Vormundschaftsregierung für Wilhelm II. im Januar 1168 die Aufsicht über griechische Klöster in Lukanien und der Basilikata an den Archimandriten von S. Elias und Anastasius in Carbone. Für Klöster in Nordkalabrien und auf der Sila war der Archimandrit in S. Adriano zuständig. S. Maria Hodogitria bei Rossano, ebenfalls unter der Leitung eines Archimandriten, erhielt keine Leitungsfunktionen, blieb aber unabhängig, da ihm Papst Paschalis II. 1105 die Exemtion verliehen hatte.
Nach einer positiven Entwicklung unter den Normannen setzte im Laufe des 13. Jahrhunderts ein allmählicher Niedergang ein. Ein Indikator sind die von der Römischen Kurie erhobenen Taxen, über die seit Beginn des 14. Jahrhunderts Unterlagen vorhanden sind: Die Mehrzahl der griechischen Klöster war nur mit der Mindesttaxe verzeichnet, in zahlreichen Fällen wurde bei Neubesetzungen propter paupertatem (wegen Armut) auf die Servitientaxe verzichtet. Besser gestellt waren nur Grottaferrata und Messina, für die 500 bzw. 400 Florin zu Buche stehen. Von diesem Jahresertrag war ein Drittel als Servitientaxe abzuführen, die Zahlung konnte jedoch auch gestundet werden und in Raten erfolgen, wobei der Amtsnachfolger die noch ausstehenden Schulden seines Vorgängers übernehmen musste.

Verteilung der Servitieneinnahmen für Italien

Zu den zahlungsunfähigen griechischen Klöstern in Kalabrien gehörten S. Adriano 1402, S.Giovanni di Laura 1346, 1362, S. Pancrazio di Scilla 1351, S. Salvatore de Calomeno 1346, 1350, 1386, 1396.
Die griechischen Sprachkenntnisse der Mönche waren im 15. Jahrhundert meist recht gering. In griechischer Schrift wurden daher Texte in Volgare aufgezeichnet. Erster Kardinalprotektor der Basilianer war Bessarion seit 1446, der in diesem Jahr ein Generalkapitel der griechischen Klöster abhielt, die noch nicht übergreifend organisiert waren. Bessarion war Kommendatar von San Salvatore di Messina (seit 1456) und von Grottaferrata (seit 1462). Bessarion stellte auch eine Ordensregel mit italienischer und lateinischer Übersetzung zusammen. 1457 bis 1458 führte Athanasius Chalkeopoulos eine Visitation der griechischen Klöster in Kalabrien durch, die ein weitgehend tristes Bild der wirtschaftlichen und geistlichen Verhältnisse ergab.

### Neuzeit
Im 16. Jahrhundert waren die Kardinäle Guglielmo Sirleto und Giulio Antonio Santoro Protektoren der Basilianer. 1573 wurde die Reformkongregation für die Griechen gegründet, die auch für die Basilianer zuständig war, 1577 das Collegio Greco. 1579 fand das erste Generalkapitel der reformierten Basilianer statt, die sich mit den um 1560 gegründeten spanischen Basilianern vereinigt hatten und deren Statuten dem Vorbild der Benediktinerkongregation von Montecassino folgten.
Das Generalkapitel tagte in S. Filareto in der Diözese Mileto. Auf Anordnung des Kardinals Guglielmo Sirleto führte der Benediktinerabt Paulus aus Castrovillari den Vorsitz. Als erster Generalabt wurde Nicola Antonio Ruffo, Abt von S. Nicola di Butramo im Bistum Gerace gewählt.
Ruffo war vermutlich Kalabrese, aber nicht griechischer Abstammung. Er war als lateinischer Weltpriester ordiniert worden, schloss sich dann mit Erlaubnis seines Bischofs dem griechischen Mönchtum an und wurde Archimandrit von S. Bartolomeo di Trigono in der Diözese Mileto. Er veranlasste eine Übersetzung des Typikons in Volgare, ließ dies aber in griechischer Schrift aufzeichnen. 1573 wandte er sich an Papst Gregor XIII.: sein Kloster habe zahlreiche Gottesdienstbesucher, die nicht der griechischen Sprachgruppe angehörten. Für deren Bedürfnisse sei die Zelebration im lateinischen Ritus nötig, wofür er die Voraussetzungen mitbringe. Ruffo macht auch geltend, dass die Prioren von Grottaferrata und S. Giovanni di Stilo als griechisch ordinierte Priester jetzt die lateinische Liturgie zelebrierten. Der Papst gestattet den Rituswechsel, droht die Suspension an, falls er wieder zum griechischen Ritus zurückkehren sollte, verpflichtet Ruffo aber, weiterhin im Orden zu bleiben.
Für die als Kommenden vergebenen griechischen Klöster galt die Regel, dass sie nur mit Zustimmung des Kommendatars oder nach dessen Tod sich der Basilianerkongregation anschließen konnten.
Widerstand leistete die spanische Regierung. Ein Antrag, die Basilianerklöster im Königreich Sizilien zu schließen, wurde 1585 im Konsistorium behandelt, aber abgelehnt.

### Überlieferungssituation
Originalurkunden haben sich nur vereinzelt erhalten und sind heute in der Regel nicht mehr im ursprünglichen Archiv vor Ort aufbewahrt. Der Fondo Basiliani in der Vatikanischen Bibliothek enthält Abschriften, die der Generalabt der Basilianer, Pietro Menniti, an der Wende vom 17. zum 18. Jahrhundert hatte anlegen lassen. Ursprünglich war die Summa bullarum et constitutionum apostolicarum pro ordine s. p. Basilii Magni in je einem Exemplar in San Salvatore zu Messina und in S. Basilius de Urbe vorhanden. Der Visitationsbericht des Chalkeopoulos ist von Kardinal Sirleto an seinen Nachfolger Santoro übergegangen und mit dessen Bibliothek in die päpstliche Bibliothek gekommen. Seit 1909 liegt er in der Bibliothek der Abtei Grottaferrata.

## Gegenwart
Neben den Basilianern im Kloster Santa Maria di Grottaferrata, dem letzten Kloster der im 16. Jahrhundert gegründeten italienischen Kongregation, gibt es folgende basilianische Ordensgemeinschaften:
- Aleppinische Basilianer (lat.: Ordo Basilianus Aleppensis Melkitarum, Ordenskürzel: BA) und
- Basilianer vom Heiligsten Erlöser (lat.: Ordo Basilianus Sanctissimi Salvatoris Melkitarum, Ordenskürzel: BS)
- Basilianer vom hl. Johannes dem Täufer (lat.: Ordo Basilianus S. Iohannis Baptistae, Soaritarum Melkitarum, Ordenskürzel BC)
- Basilianer des hl. Josaphat (lat.: Ordo Basilianus Sancti Josaphat auch Ordo Sancti Basilii Magni, Ordenskürzel: OSBM)
- Basilianerinnen und
- Kongregation der Basiliuspriester (lat.: Congregatio Sancti Basilii, Ordenskürzel: CSB)

Papst Franziskus bestellte Marcello Semeraro 2013 in das Amt des apostolischen Verwalters ad nutum Sanctae Sedis der Abtei Santa Maria di Grottaferrata. Am 4. April 2016 wurde Marcello Semeraro zudem zum Päpstlichen Delegaten des Basilianischen Ordens von Italien berufen.